# El-Dzsem
el-Dzsem (tunéziai arab nyelven: الجم ; nyugati nyelvekre átírva: El Djem; latinul: Thysdrus) város Tunéziában, a Mahdia kormányzóságban. A 2014-es népszámláláskor 21 576 lakosa volt. Itt, az egykori Thysdrusban található a római világ harmadik legnagyobb amfiteátruma.

## Fekvése
Szúsza és Szfaksz között fekvő tengerparti település.

## Története

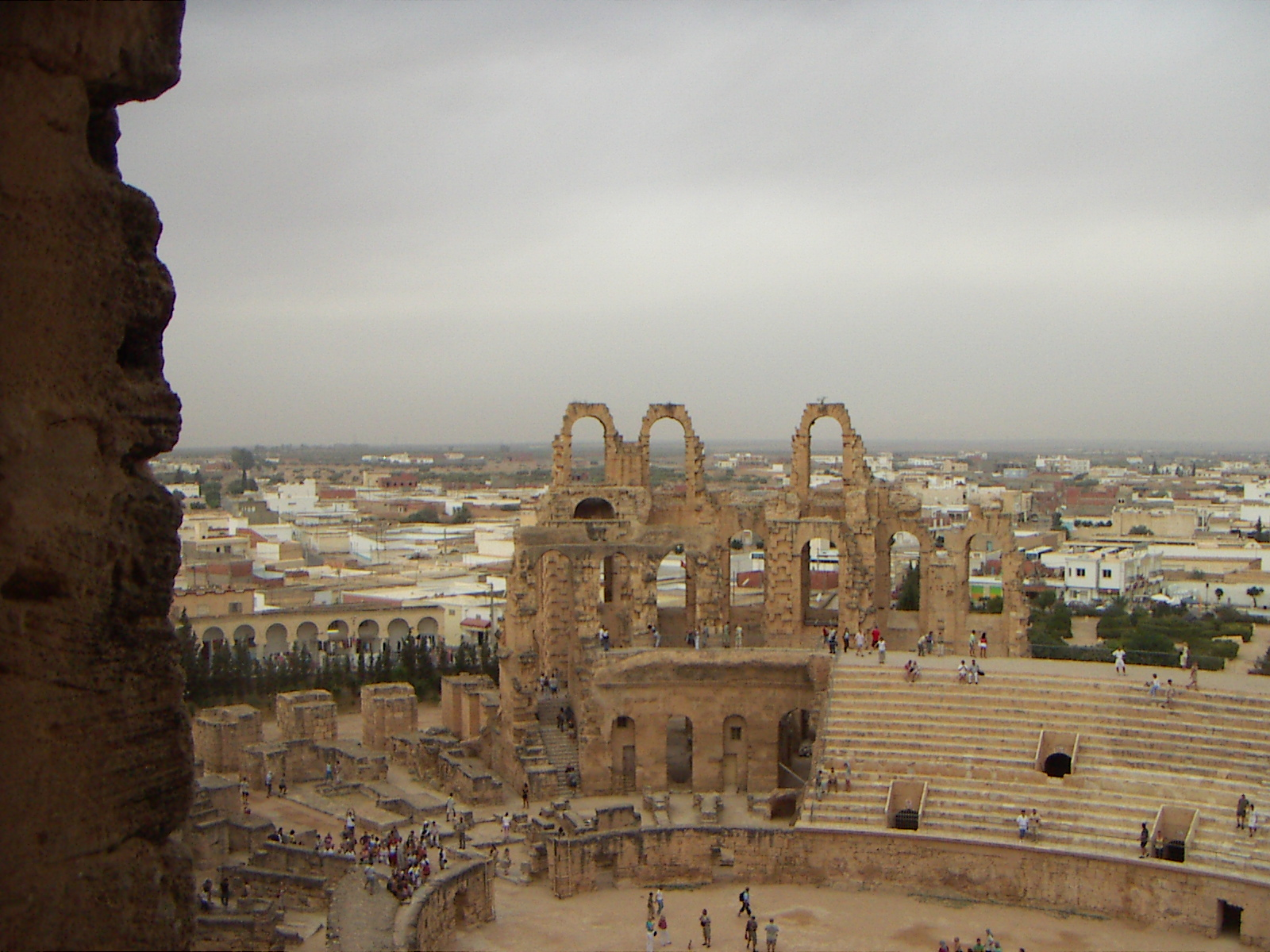
A város látképe a Colosseummal

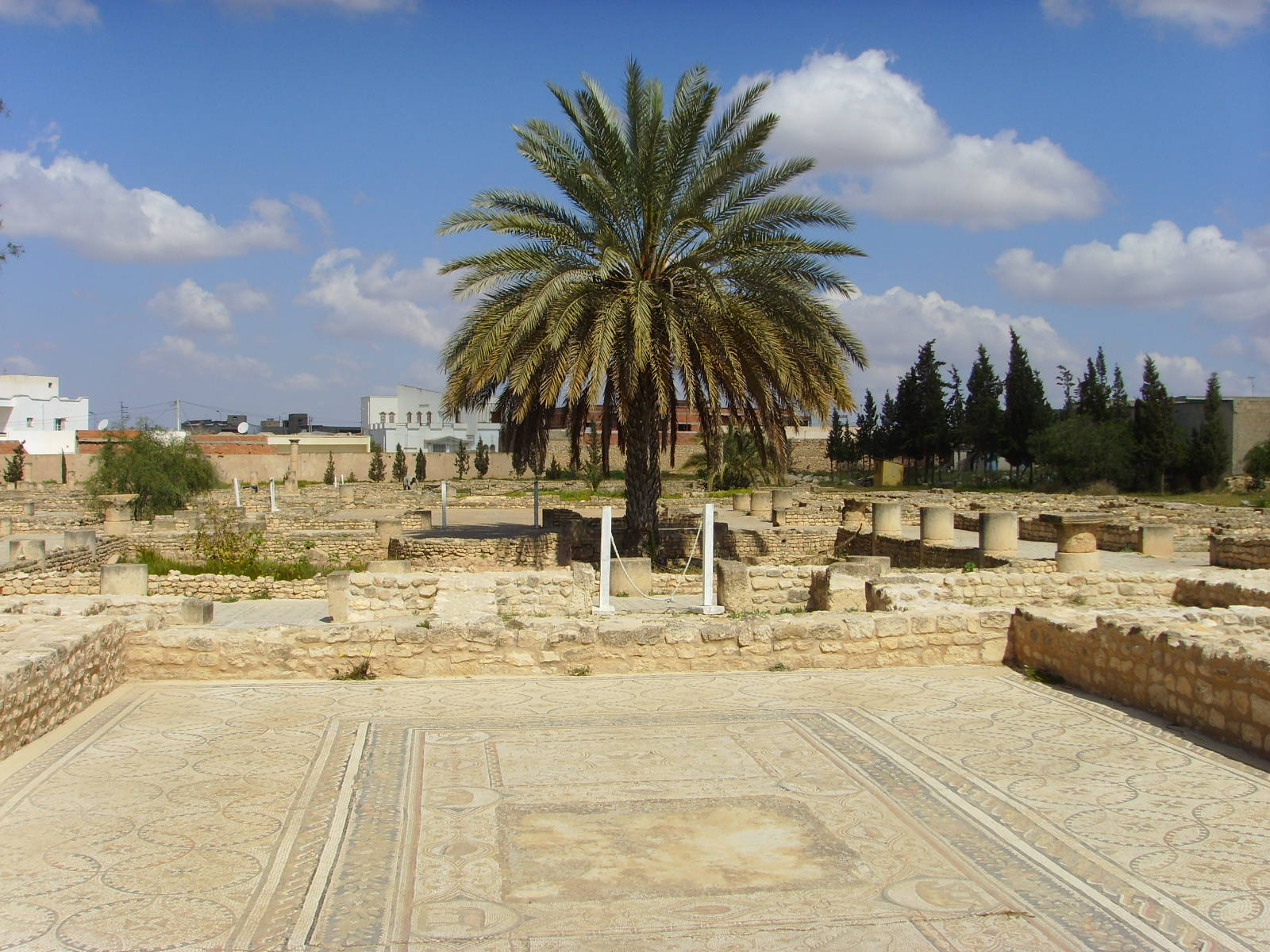
Római mozaik a múzeum udvarán

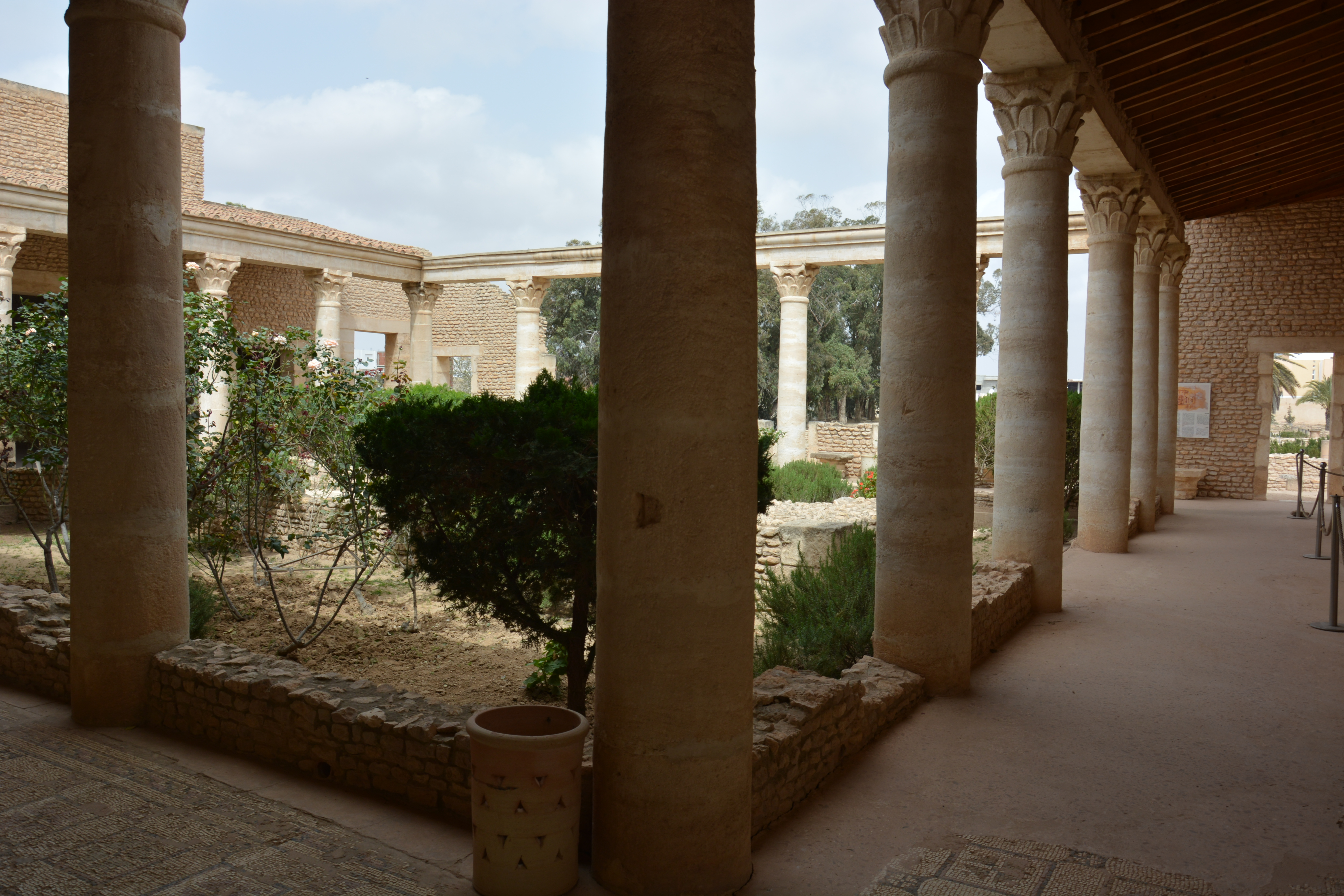
A múzeum épületének részlete

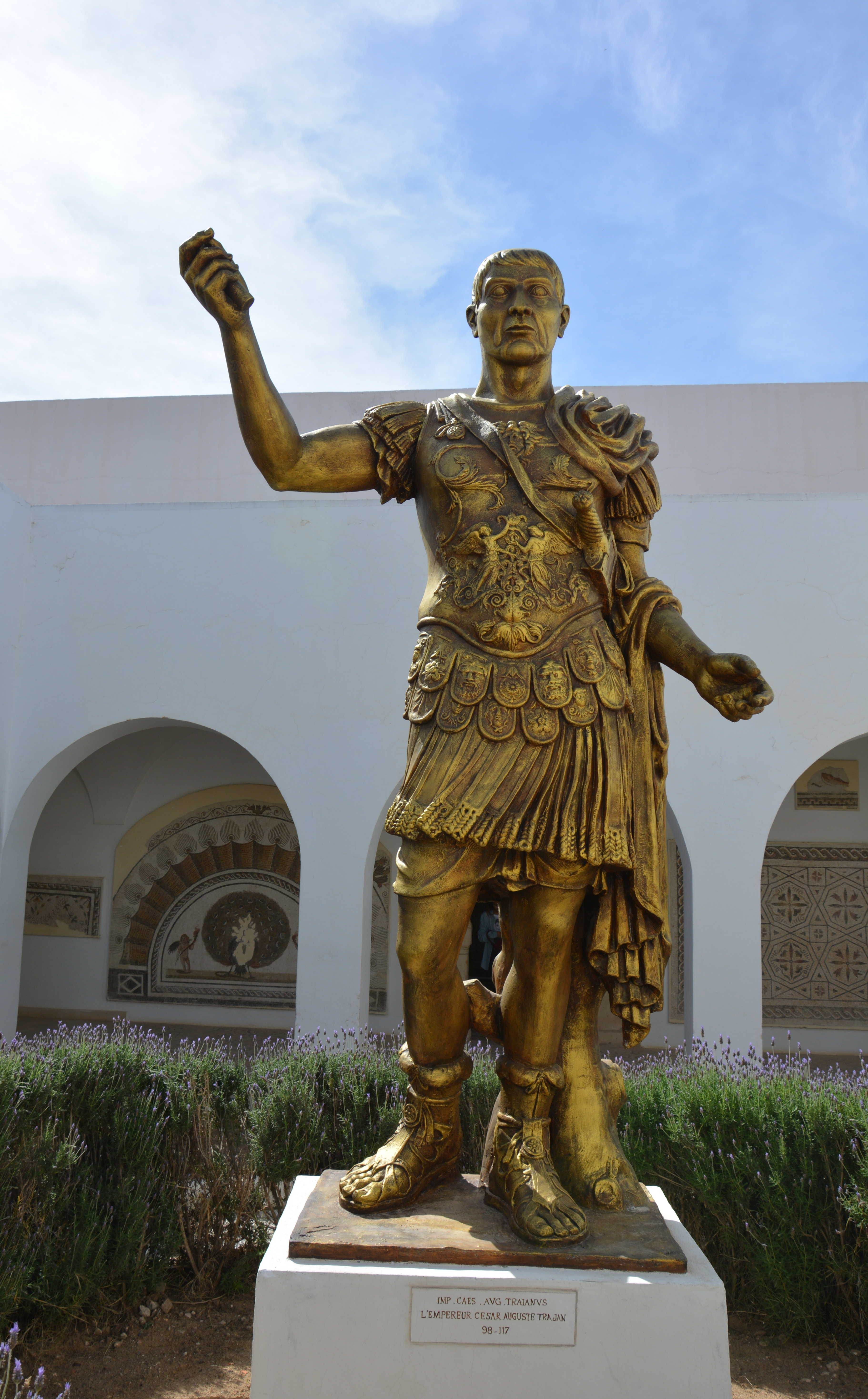
A múzeum udvarának szobra

A mai El Djem történelmi elődje az ókori Thysdrus volt, amely valószínűleg pun alapítású. Virágzása idején lakosainak száma elérte a 30-40 ezer főt is. Gazdagodásának alapja környékének olajfatelepítései voltak. Később bajainak forrása is ez lett. 238-ban lakosai a környező vidékek gazdáival együtt, megunva a római császár, Maximinus Thrax fokozódó adóprését, amellyel az olívából nyert jövedelem nagy része a római kincstárba folyt, összegyűlve az amfiteátrumban, kimondták a római császár trónfosztását, és helyébe a 80 éves karthágói proconsult, Gordianust választották meg uralkodójuknak. A római megtorlás ezután nem késett. Néhány hét múlva a választott császár már halott volt, a város pedig súlyos árat fizetett elhamarkodott lépéséért.
A 3. század fellendülése után fokozott hanyatlás következett. Az arab törzsek betörésekor a berber Jeanne d' Arcnak titulált városvédő, La Kahina felgyújtotta a várost övező 15 ezer hektár olajfást is, de az arab hódítókat már nem tudták megállítani.
A régi város életéről a helyi múzeum ad tájékoztatást.

## Nevezetességek
- Amfiteátrum: a Kr. u. 230-ban épült és a 17. század végéig sértetlennek tartott – bár egyes források szerint soha be nem fejezett – építmény 1695-ben állta az ide befészkelt lázadók ellen vonuló Murád bej csapatainak ostromát is, később a helyi lakosság is szívesen használta a „praktikus” kőbányát építkezéseinél.

Az amfiteátrum méretei: hossza 149 méter, szélessége 124 méter, magassága 36 méter volt, ezáltal a római világ sorban a 3. legnagyobb amfiteátrumának számított, majdnem akkora volt, mint a római Colosseum. Építéséhez a szokottnál puhább követ alkalmaztak, a tartósság érdekében ezért a köveket meglehetősen rátartással méretezték. A küzdőtér 65 méter hosszú volt. Alatta kereszt irányú, boltíves folyosók voltak, melyekből 16 fülke nyílt a játékokhoz szükséges vadállatok elhelyezését szolgálva, és 30 000 ember befogadására volt képes.
- Múzeum: a múzeum épülete maga is egy rekonstruált római kori villa, amely sok tekintetben még a mai igényeknek is megfelelne. A múzeum gyűjteményének fő értékeit néhány kivételesen szépen sikerült mozaiktábla jelenti (vaddisznót faló oroszlánok, vadmadarakat üldöző tigris). A város életét ábrázolja a Dionüszoszi körmenet című tabló, A gyermek Dionüszosz tigrislovaglása utal Dionüszosz isten népszerűségére az ókori Thysdrusban.

## Galéria

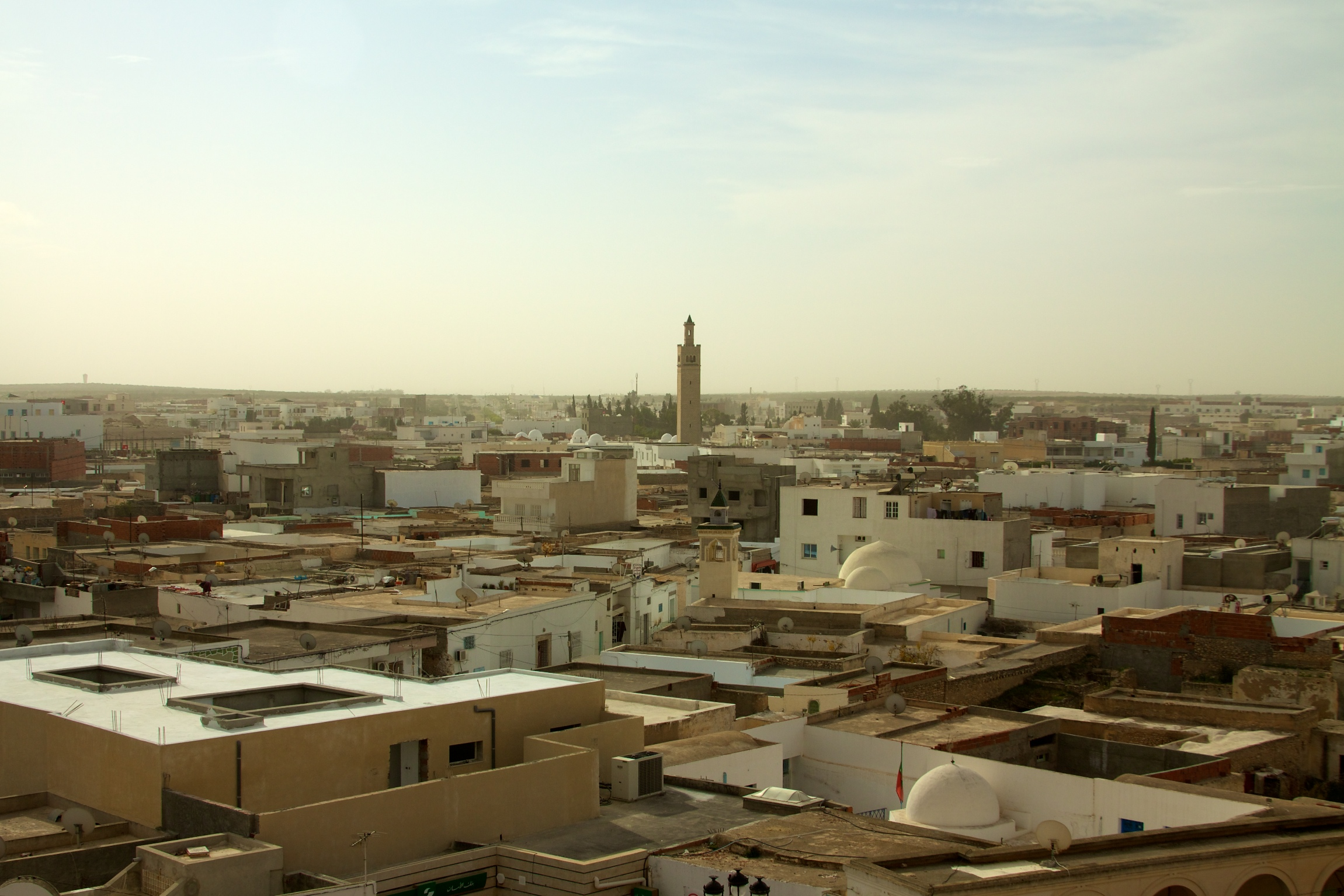
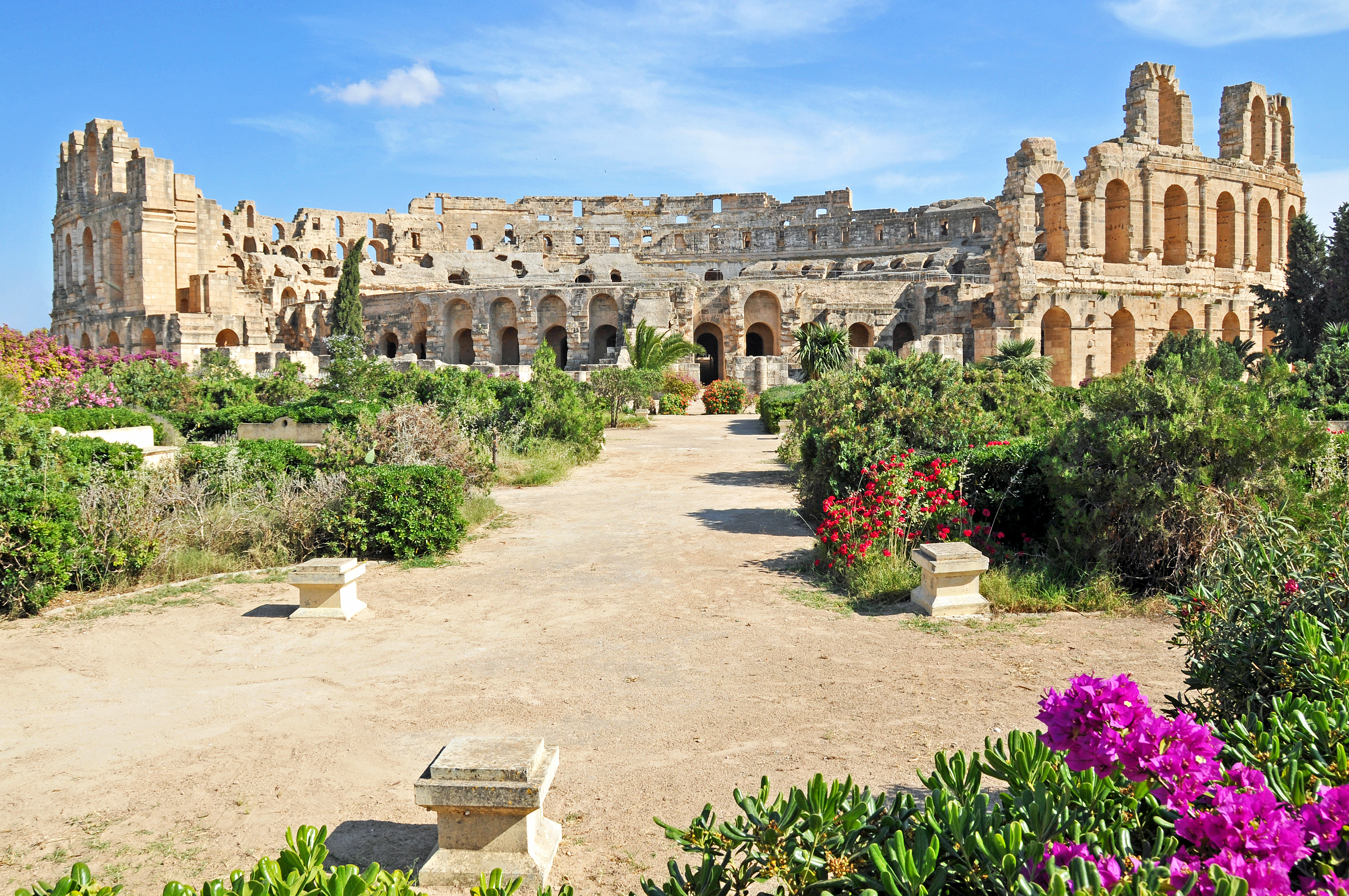
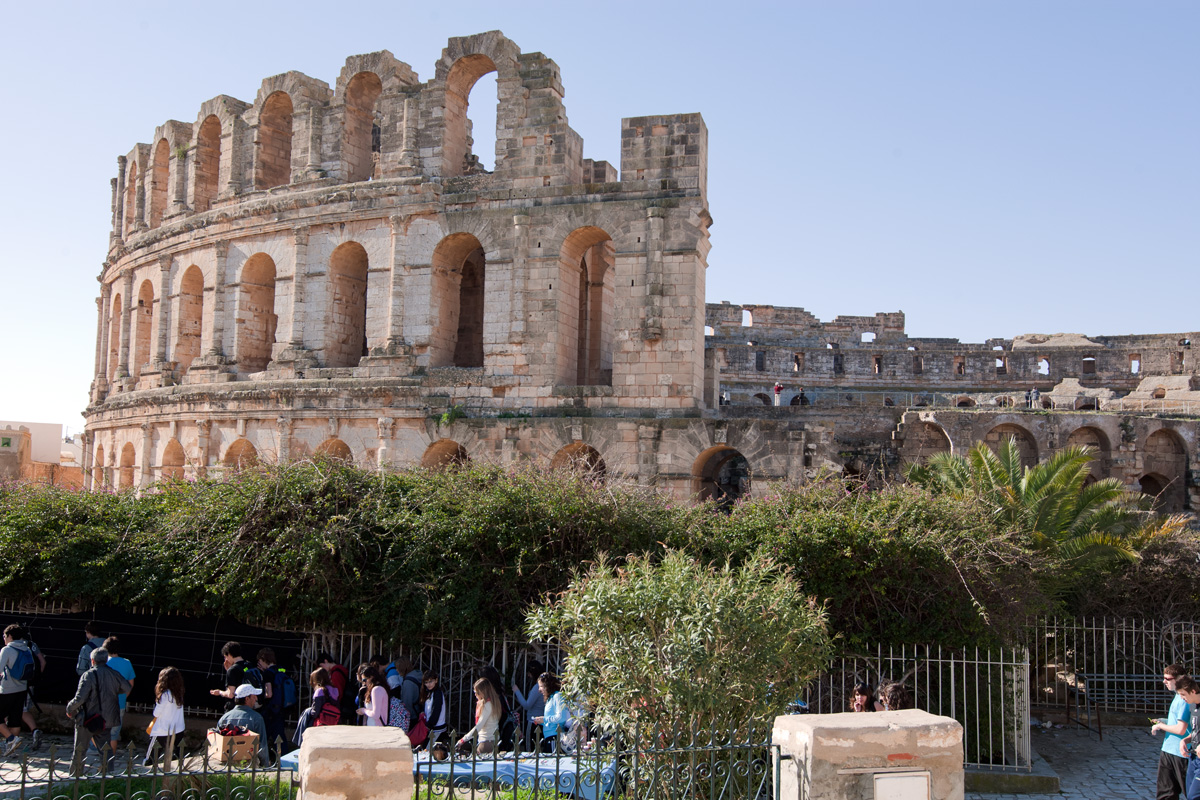
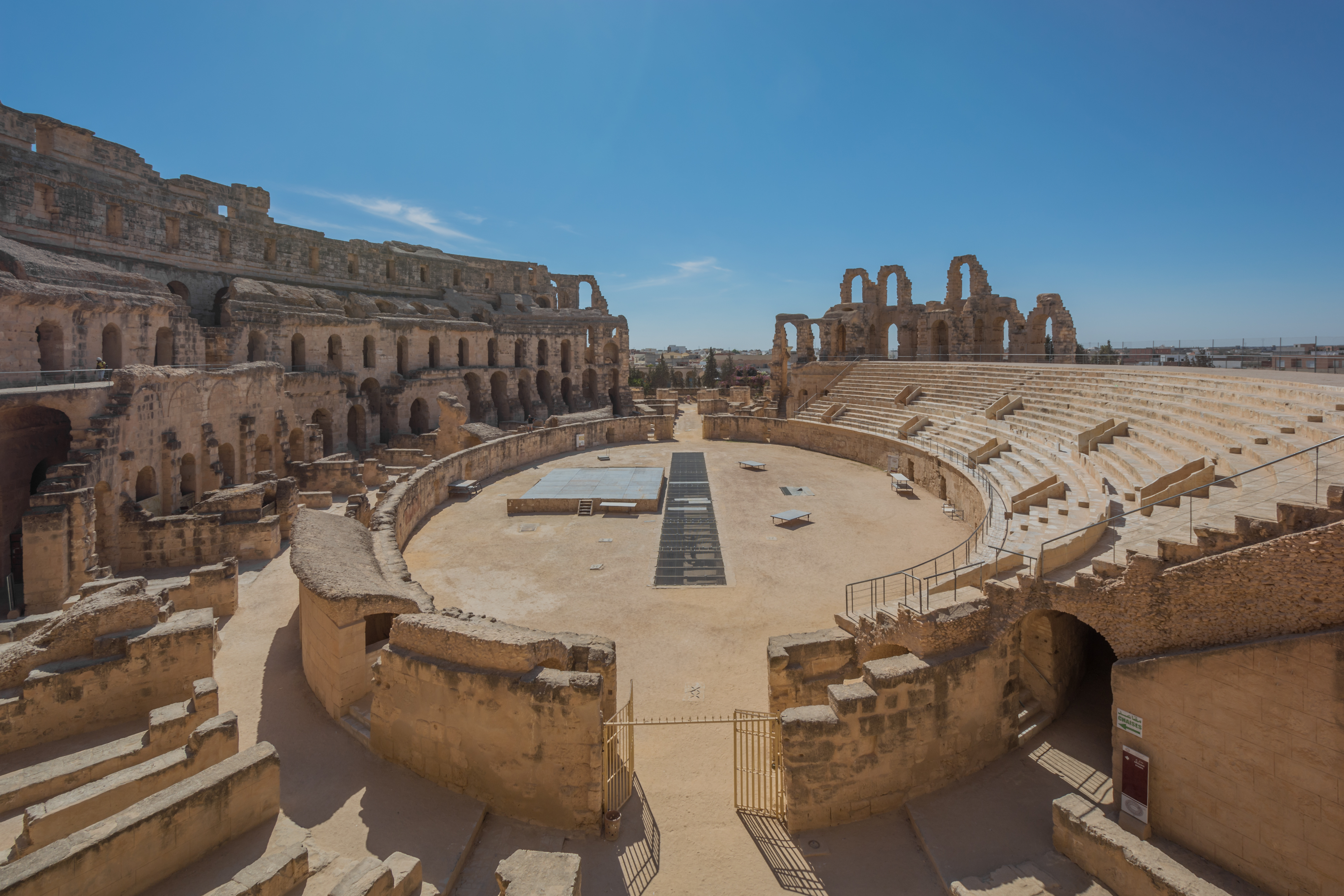
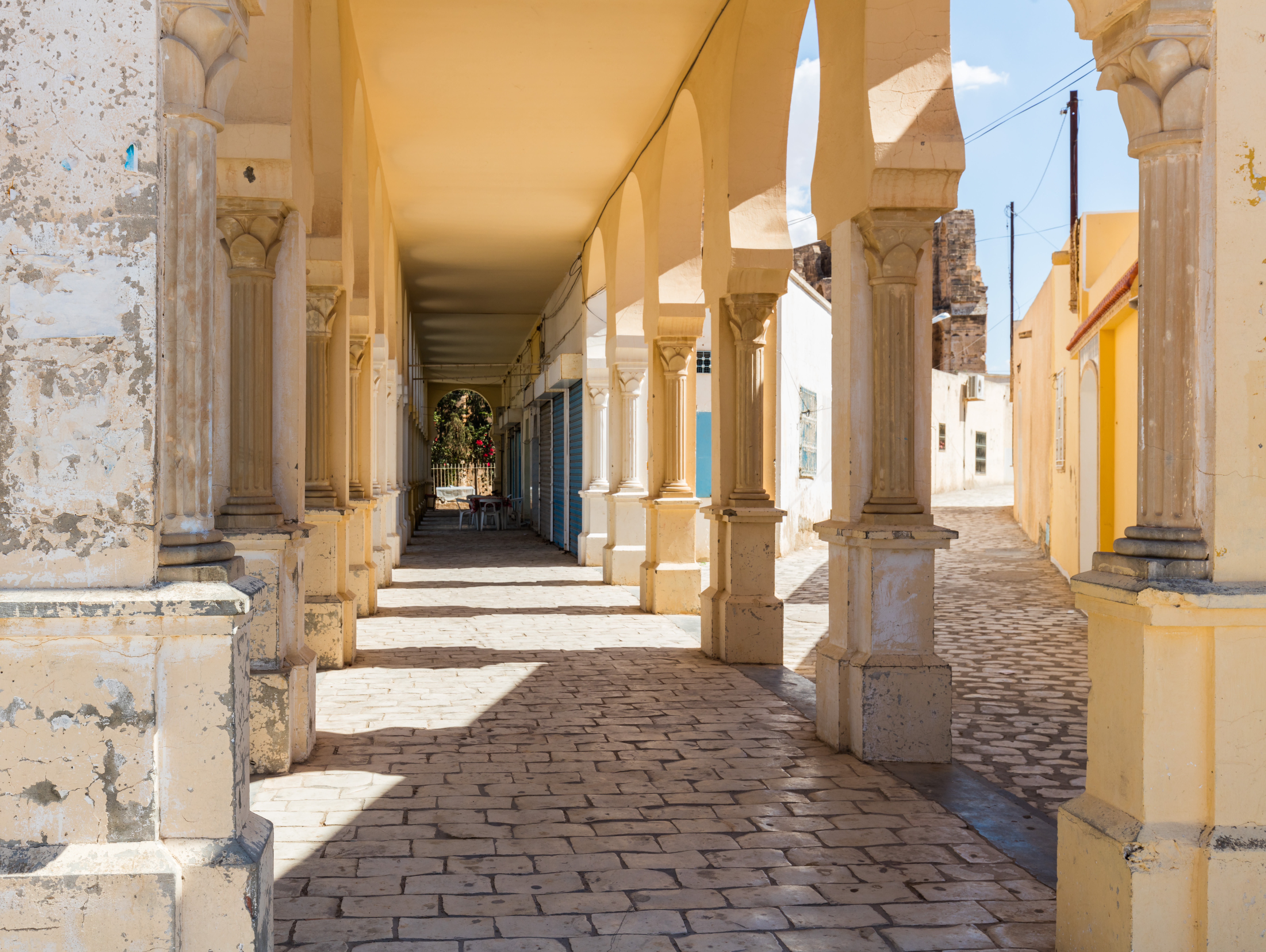
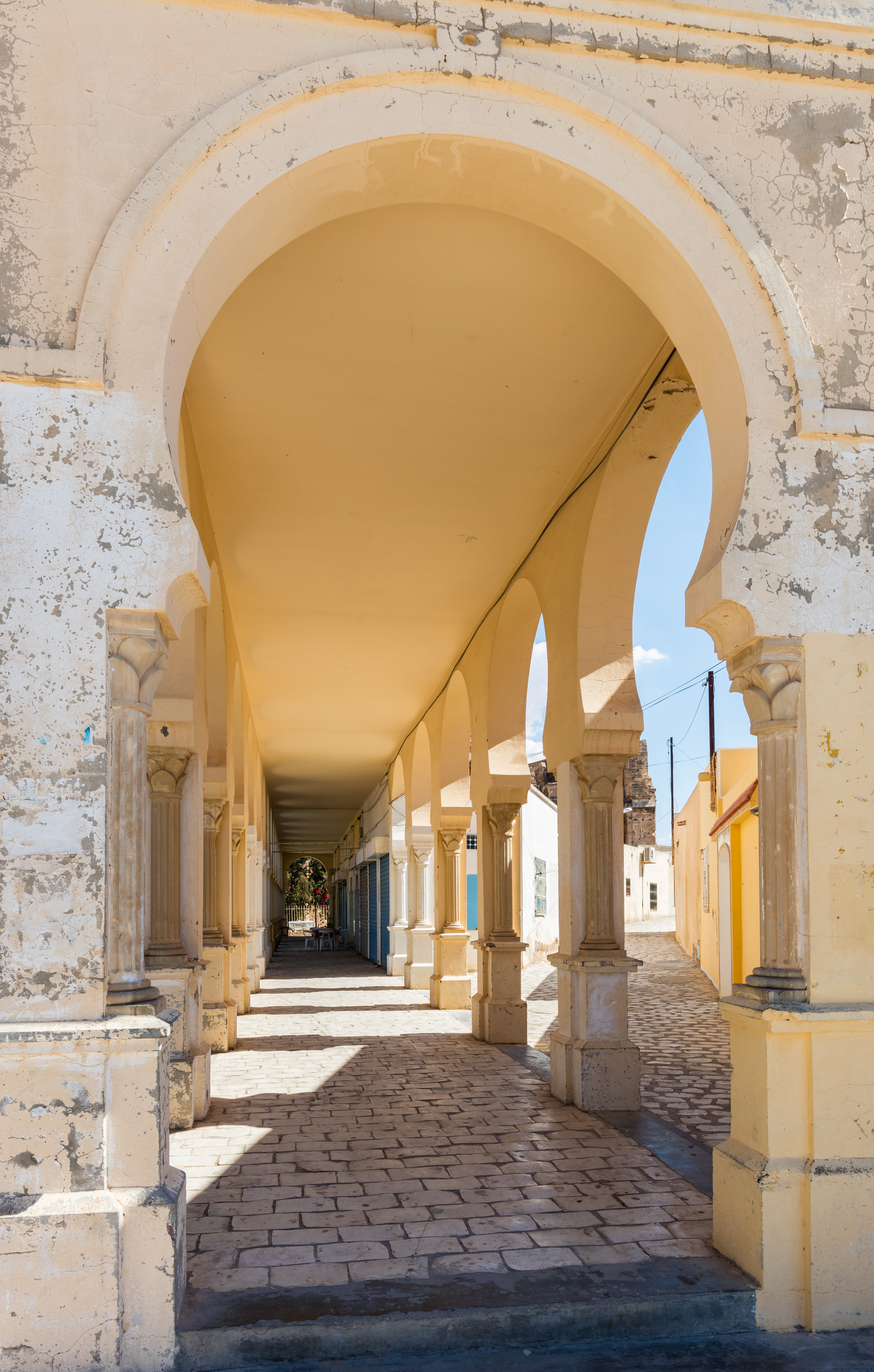
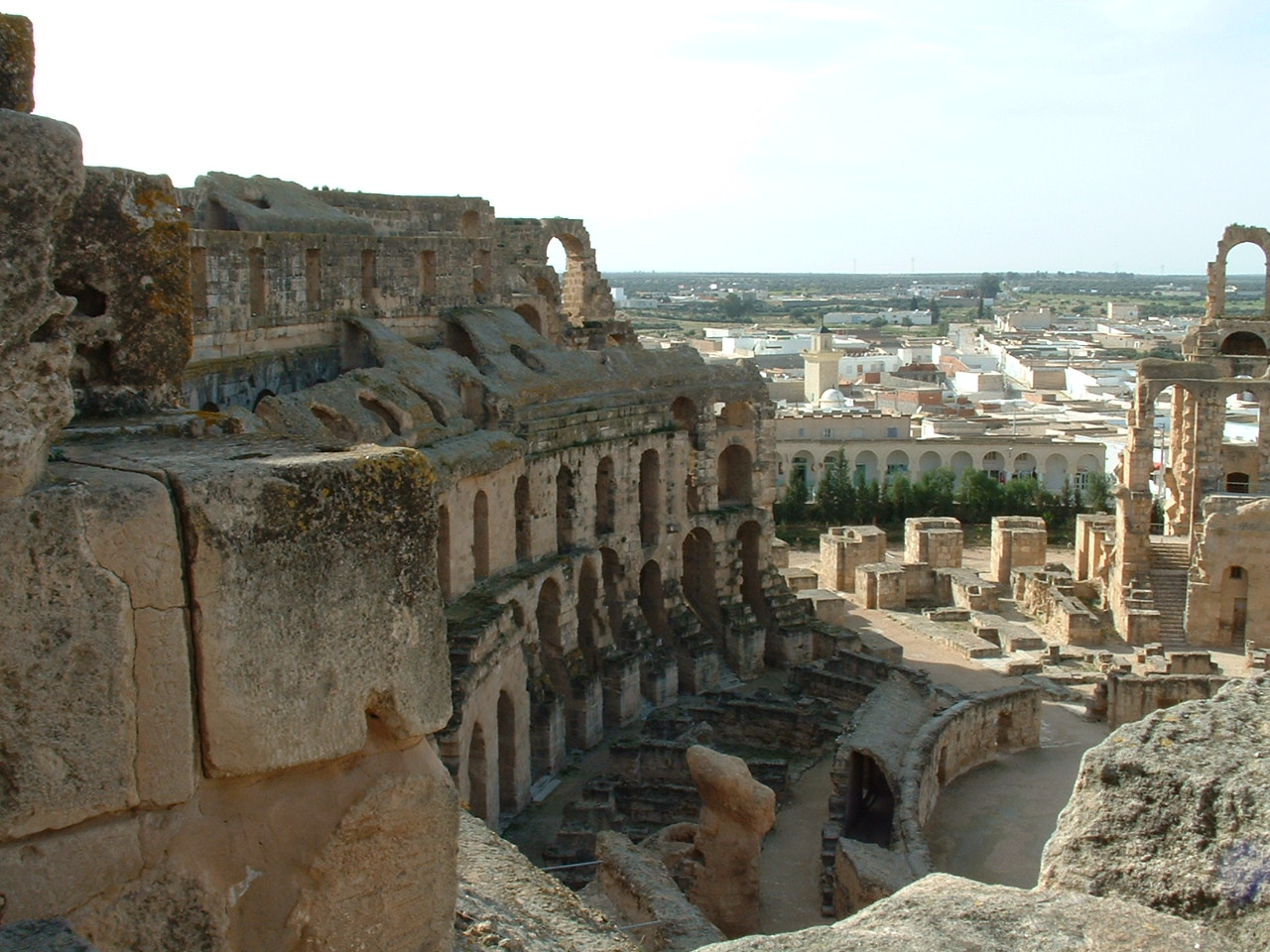
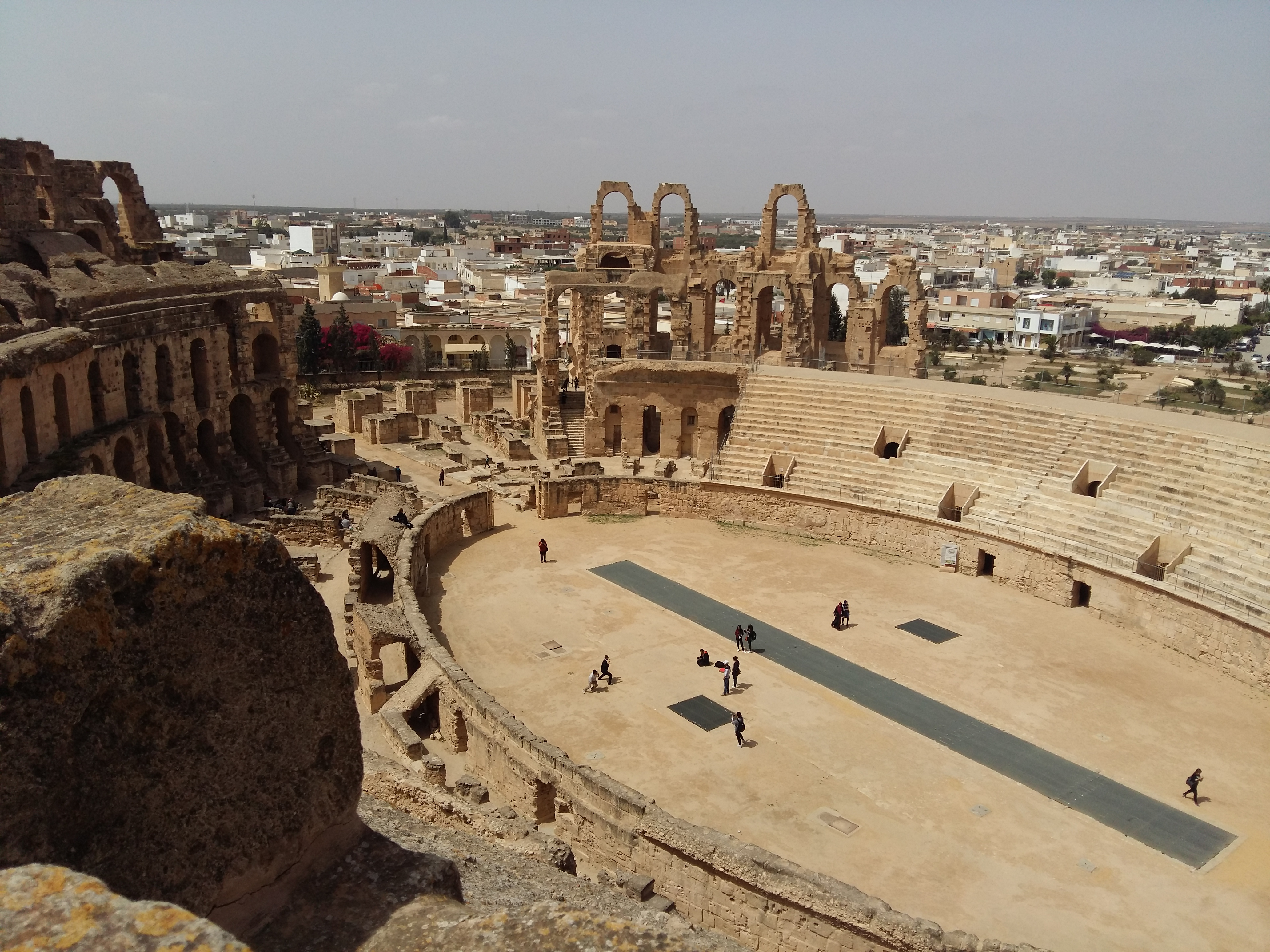
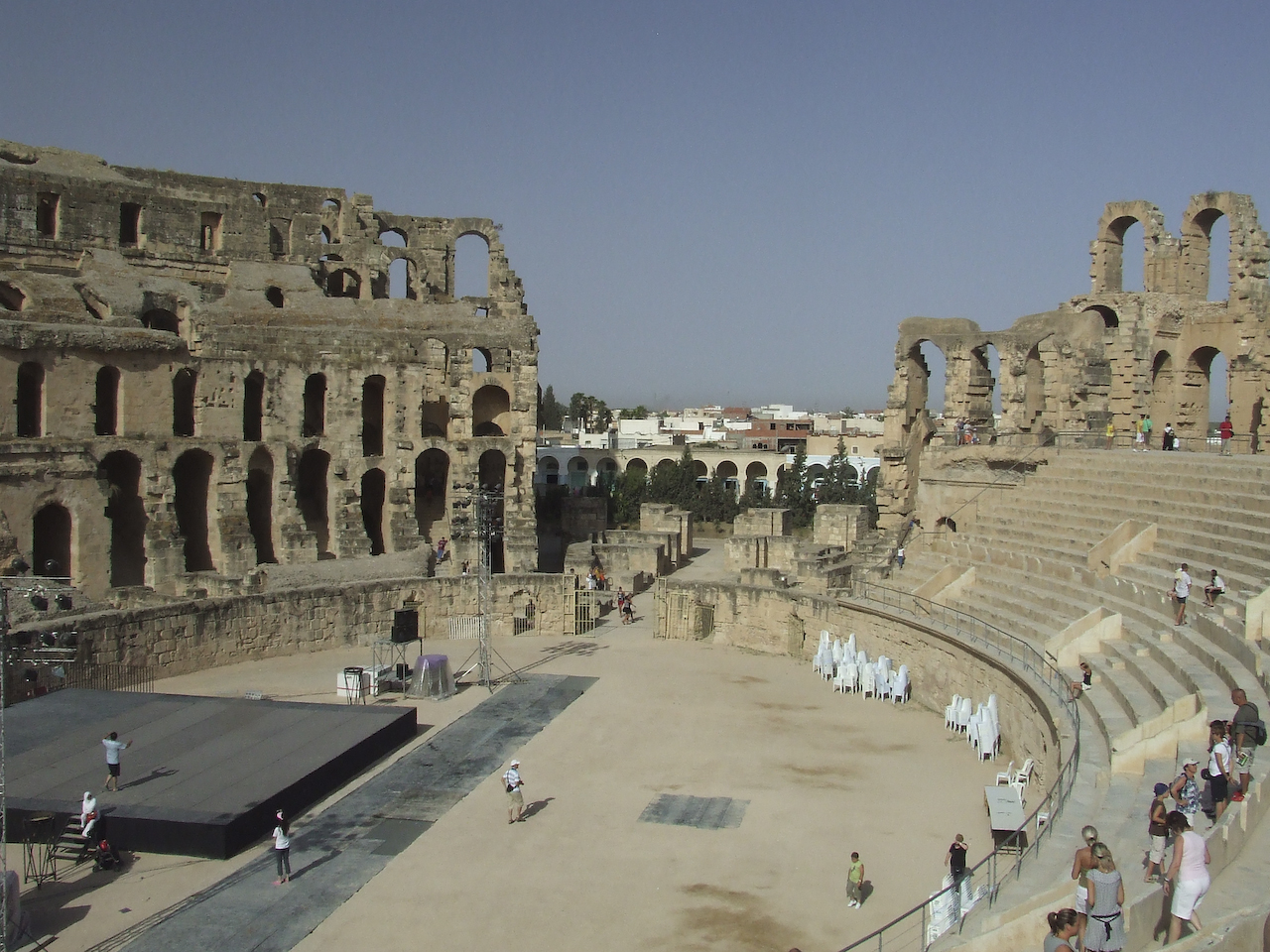
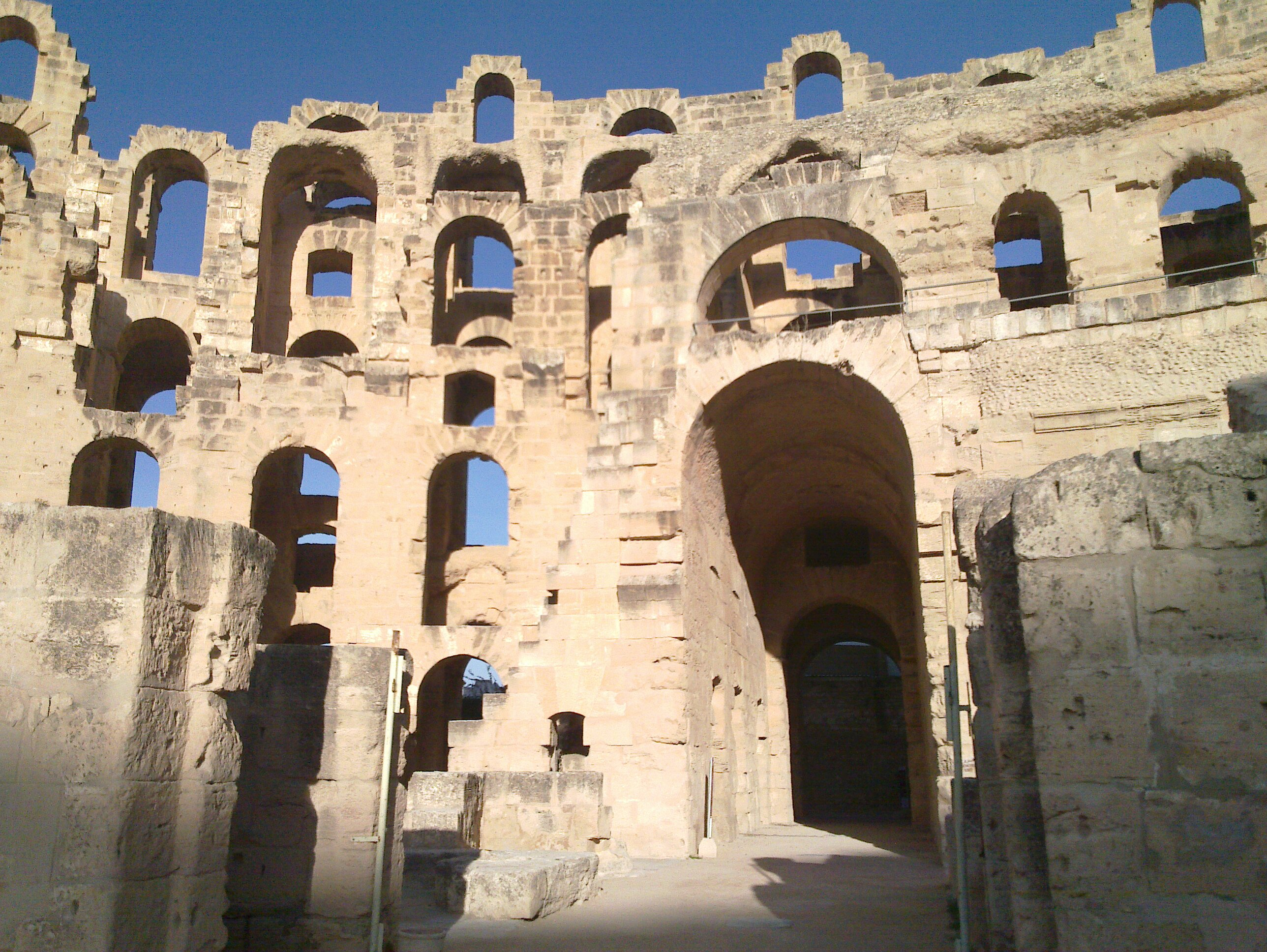
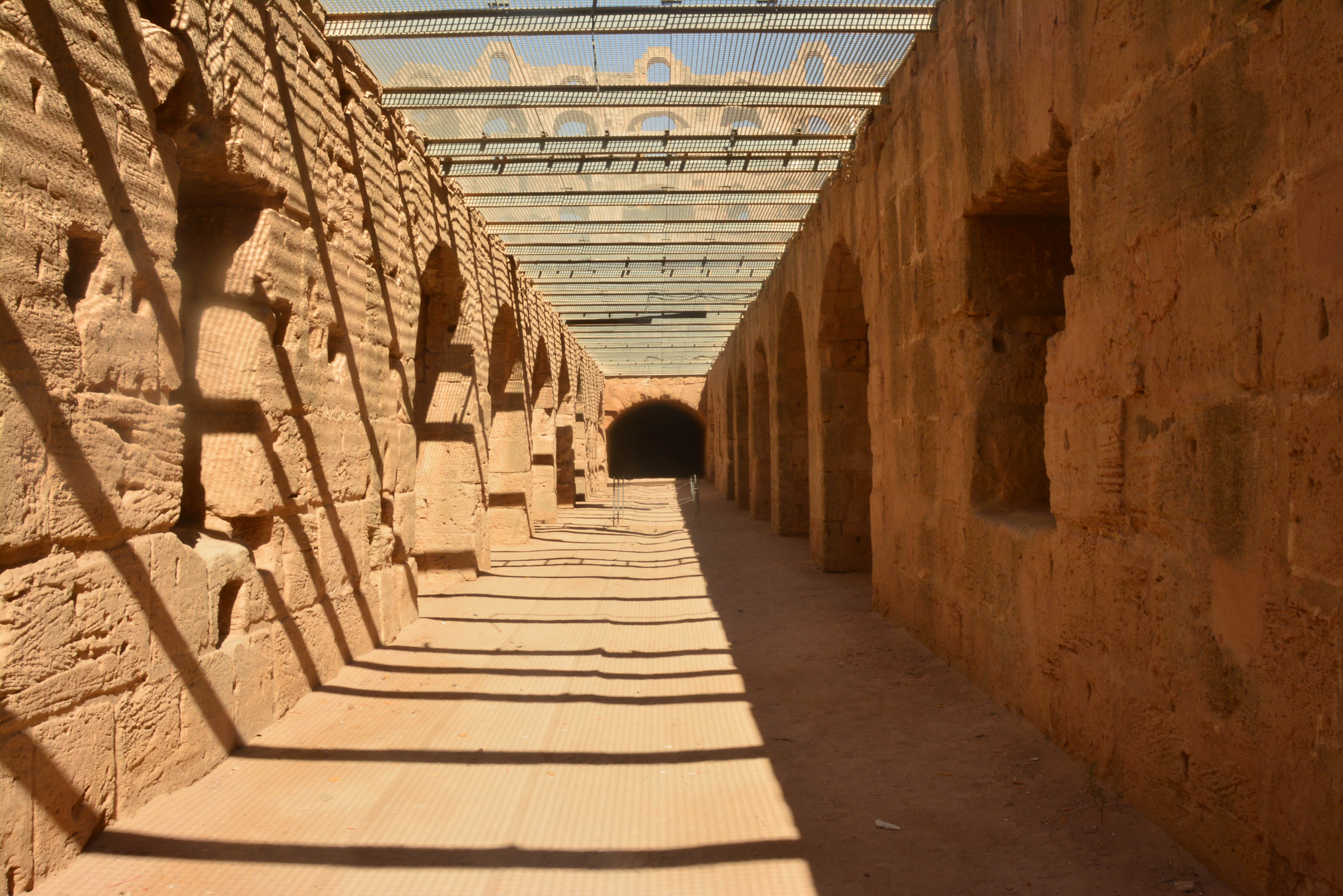
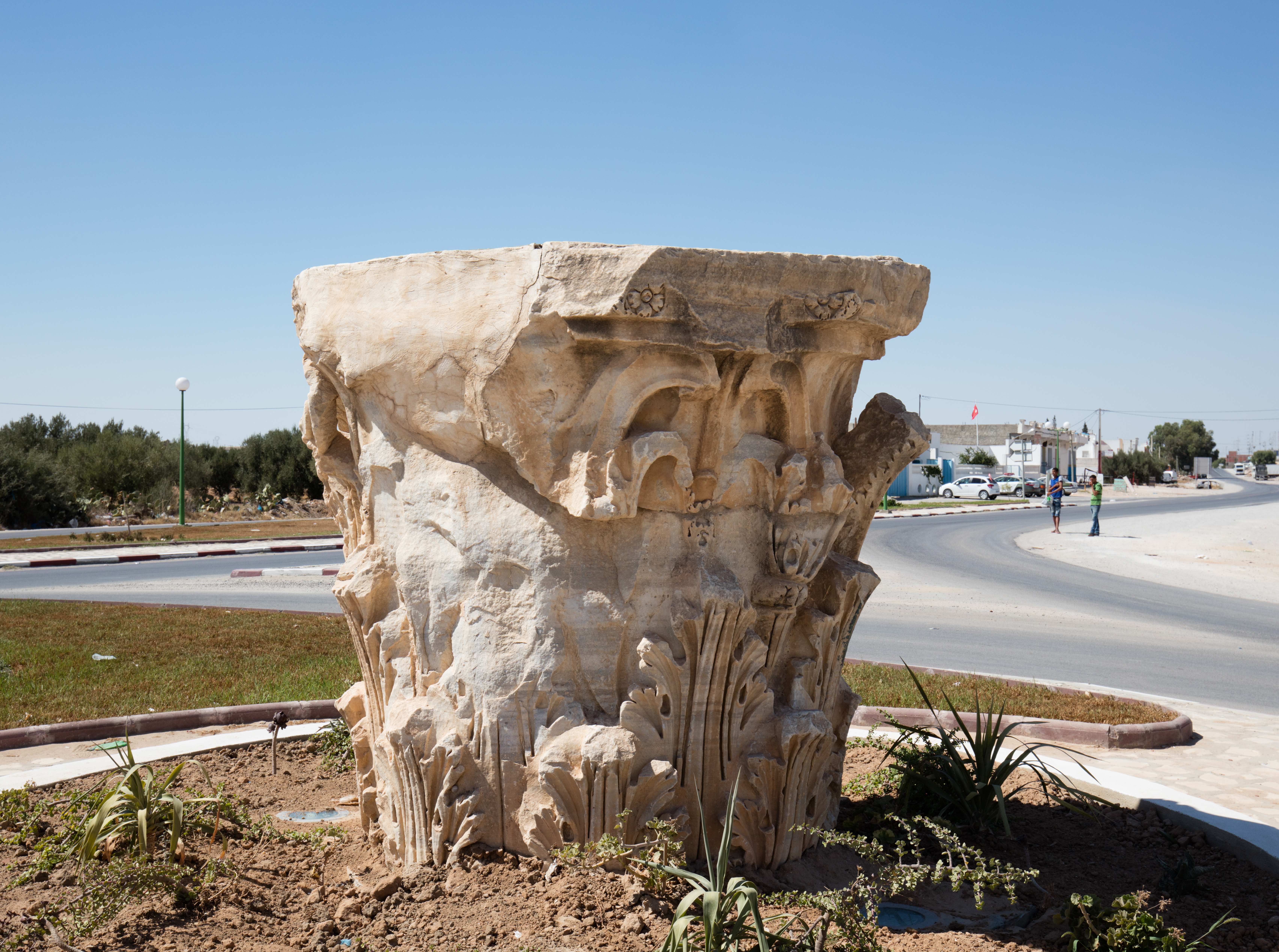
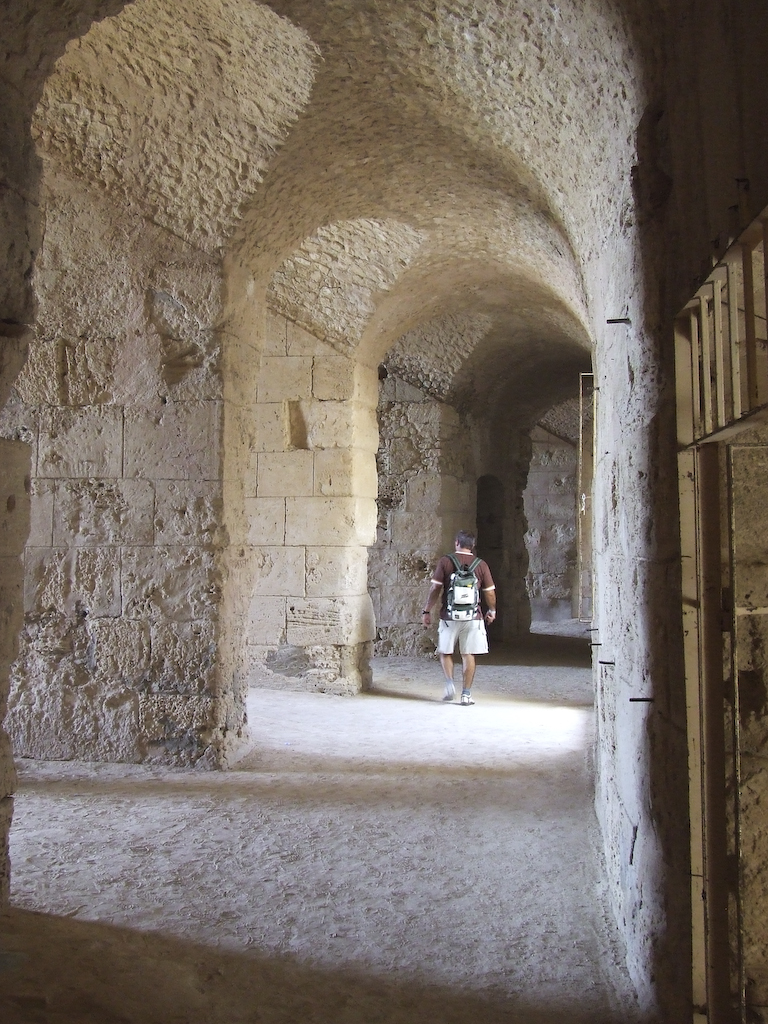
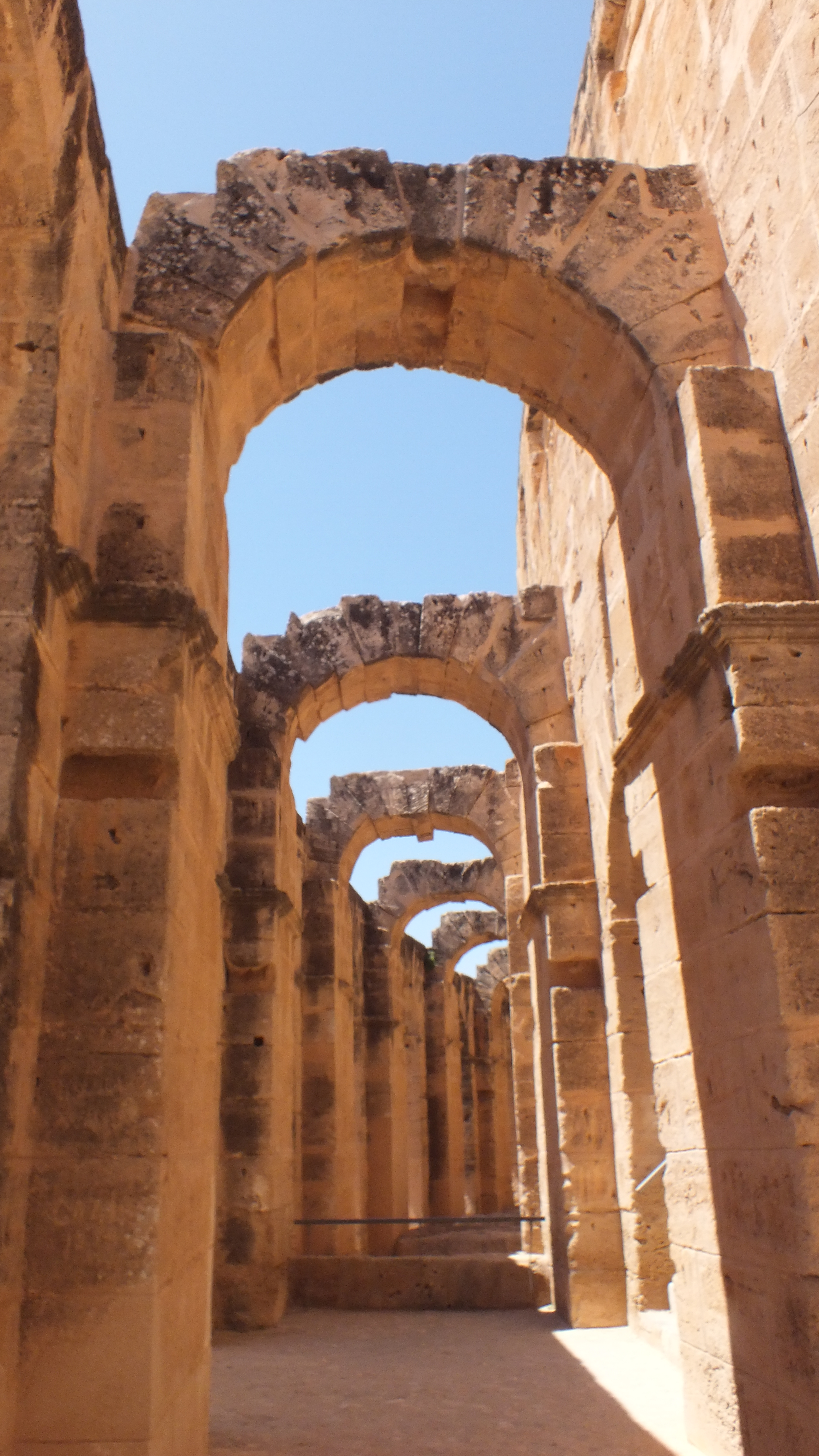
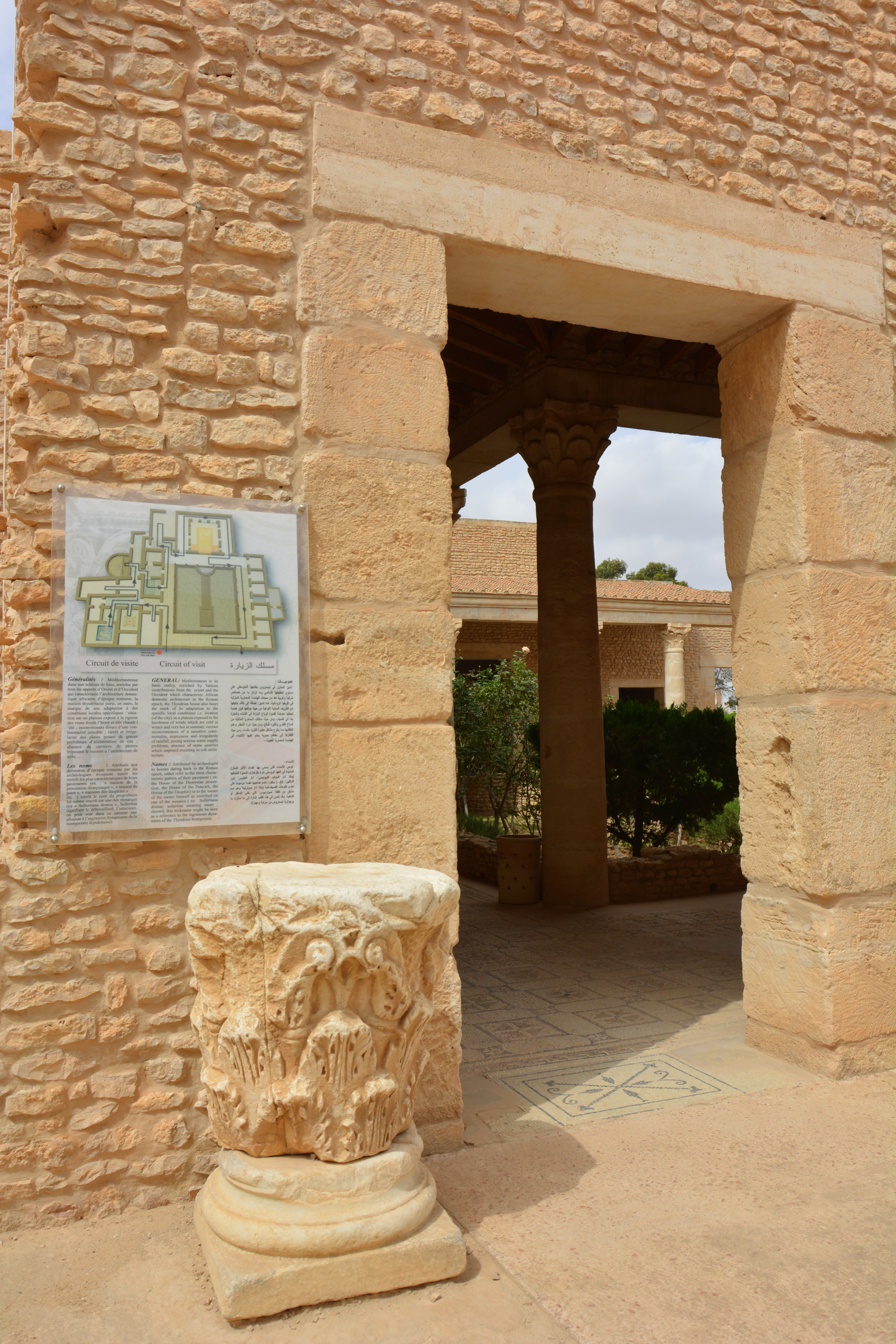
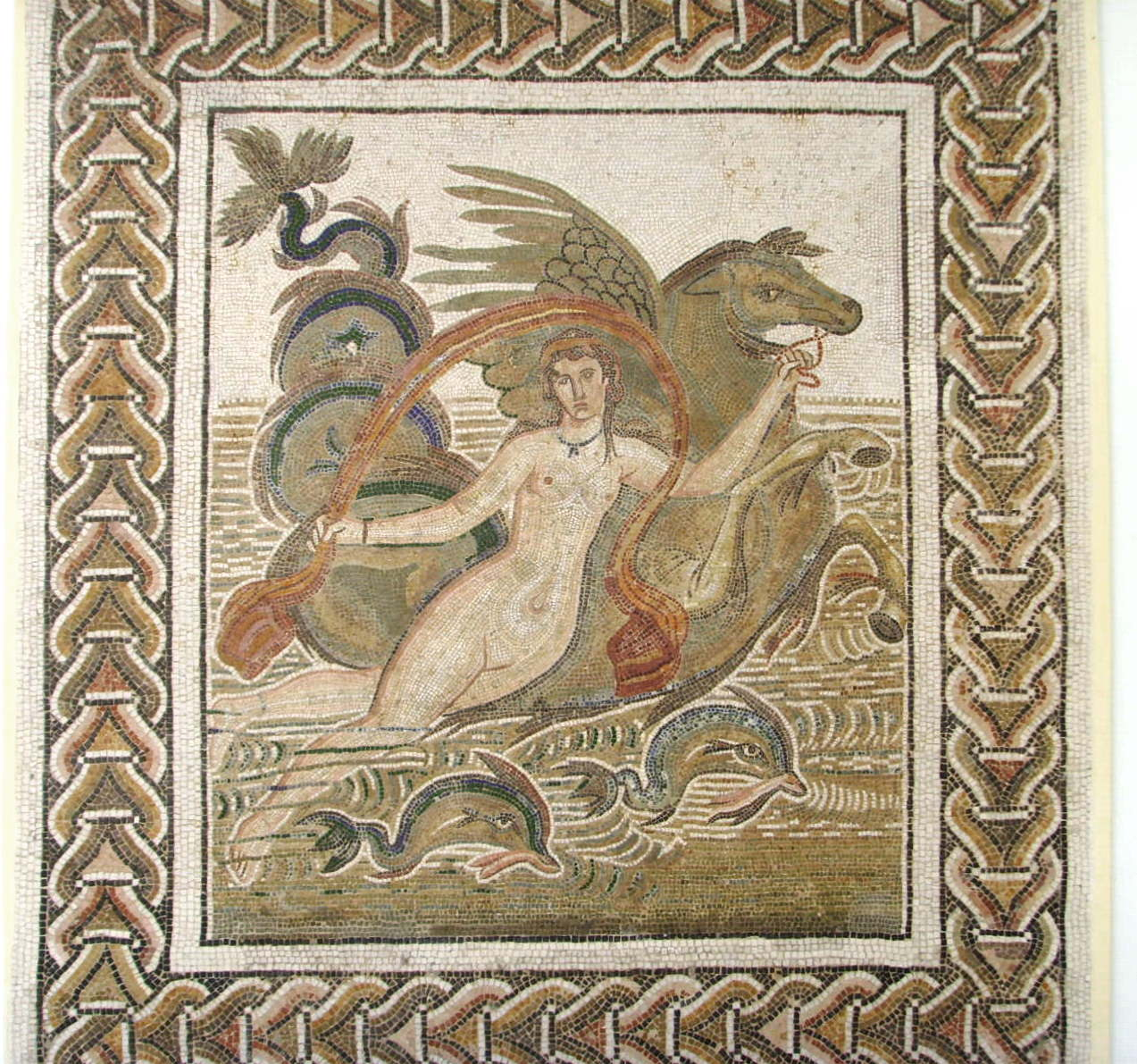
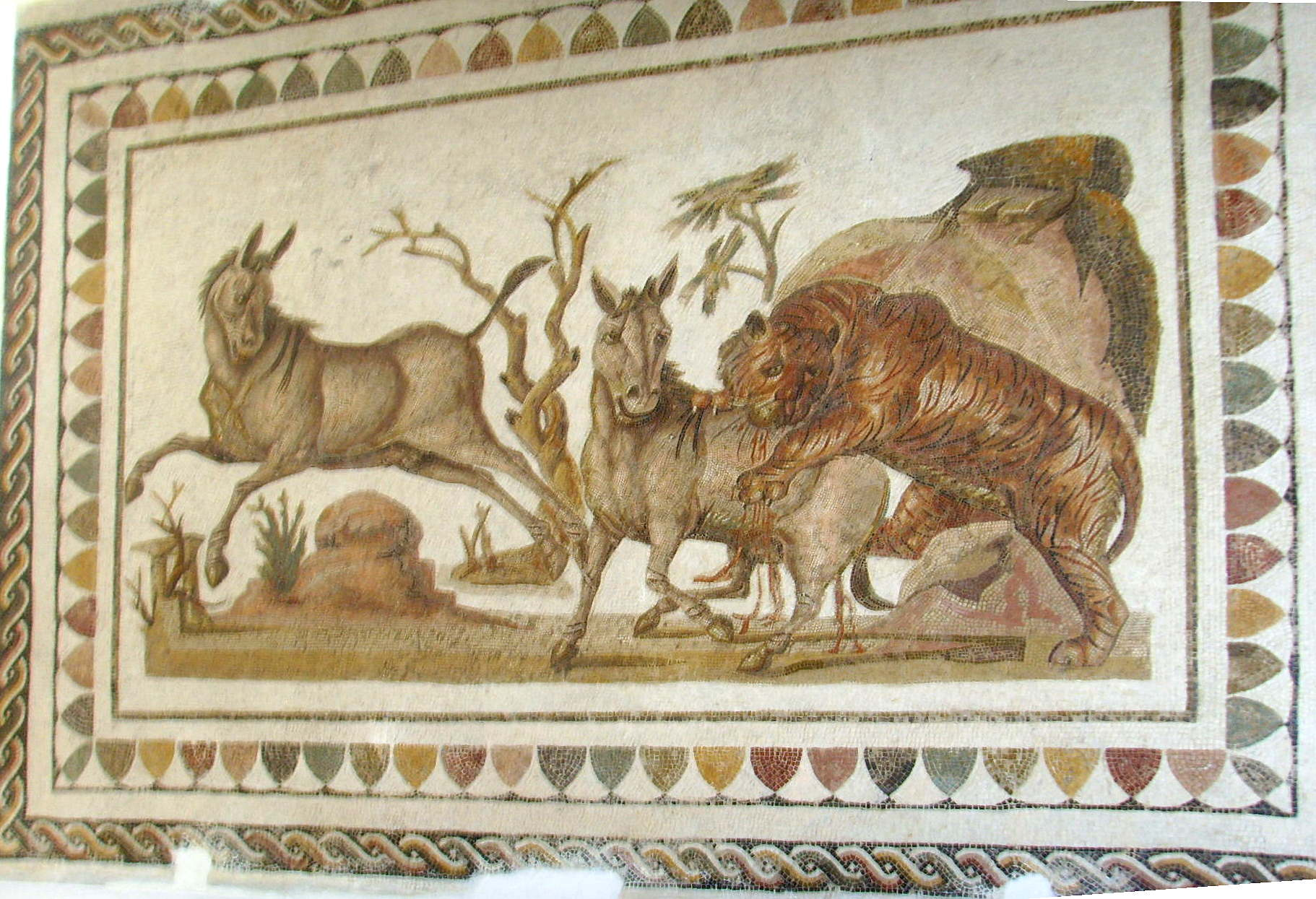
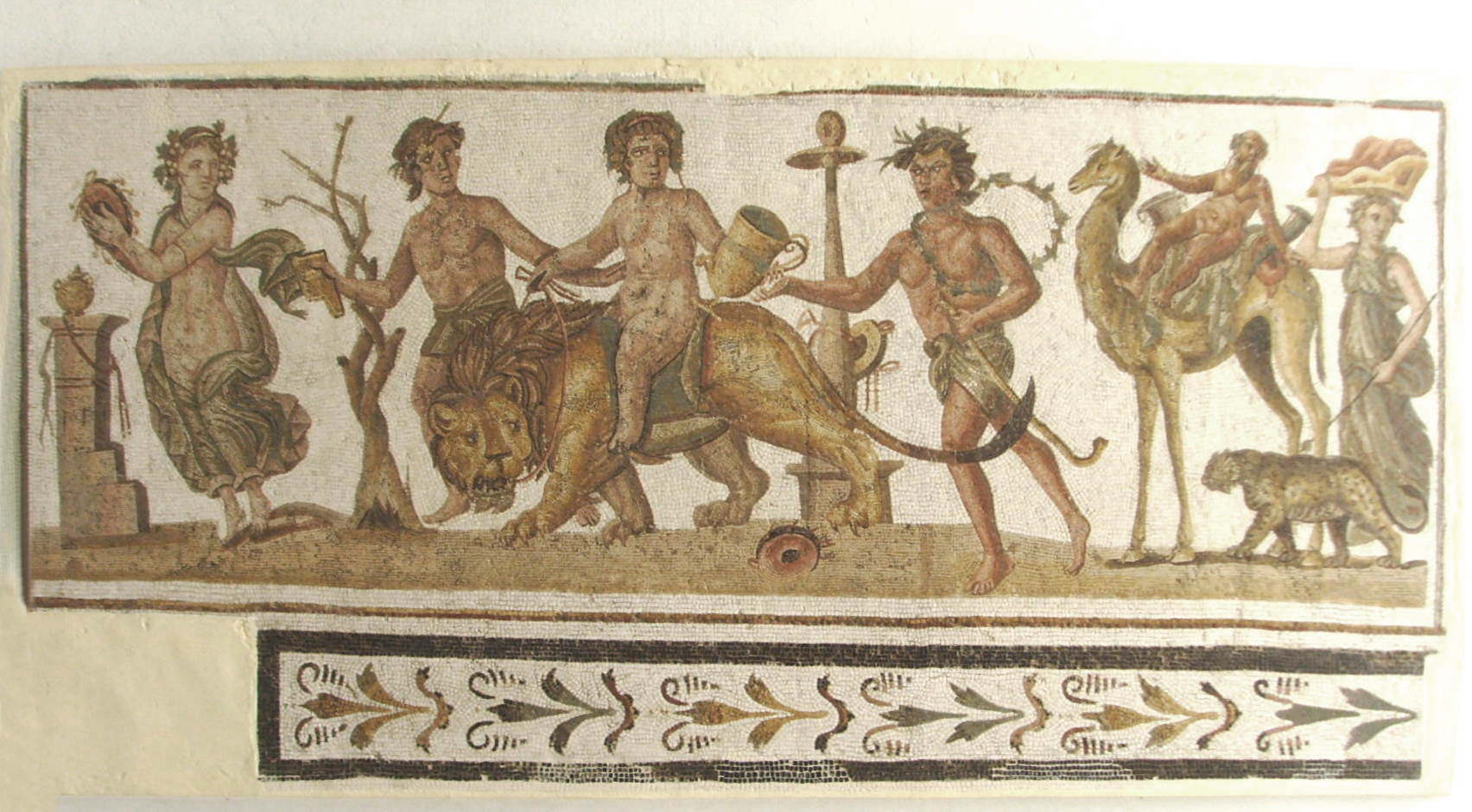
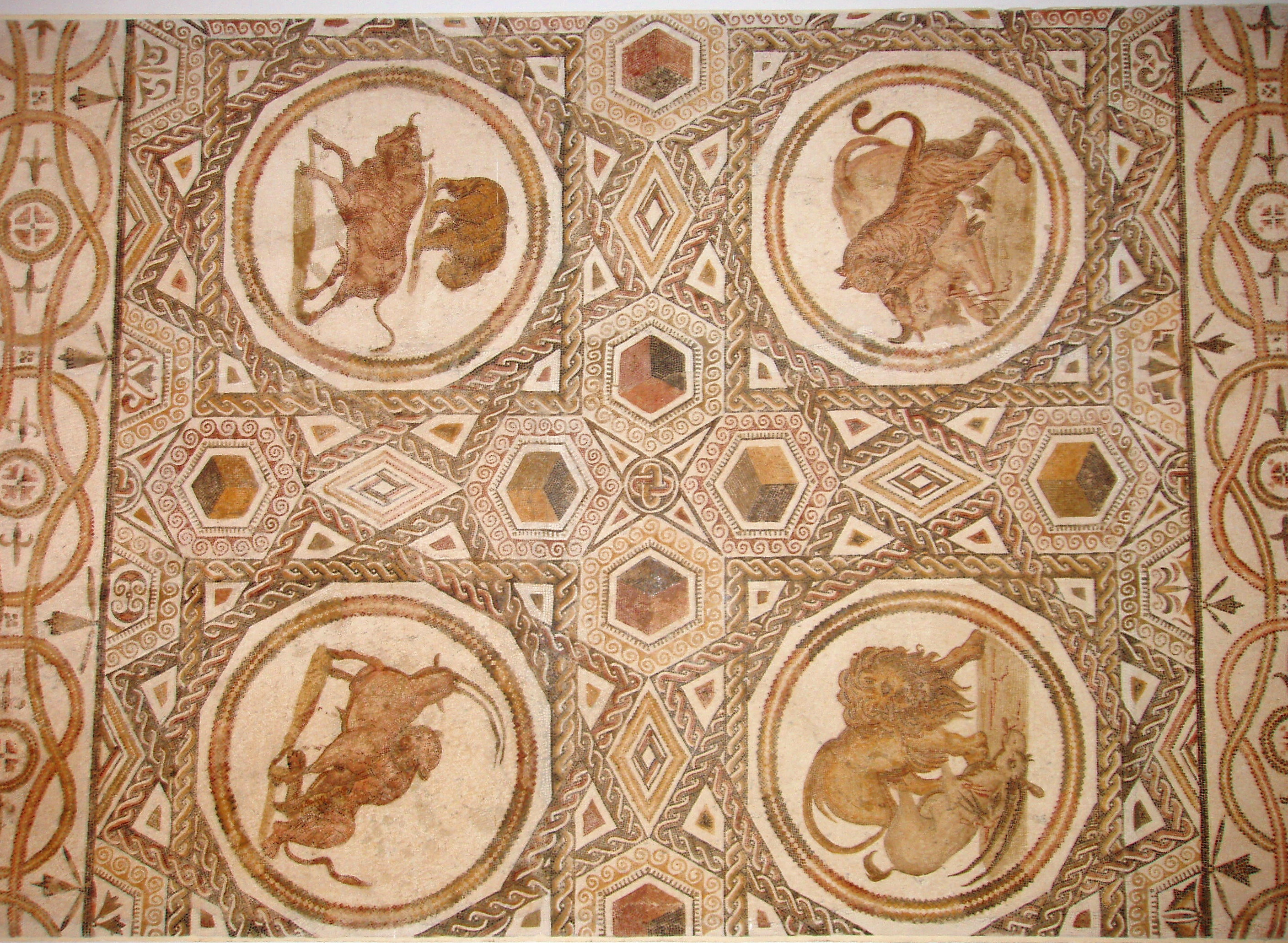
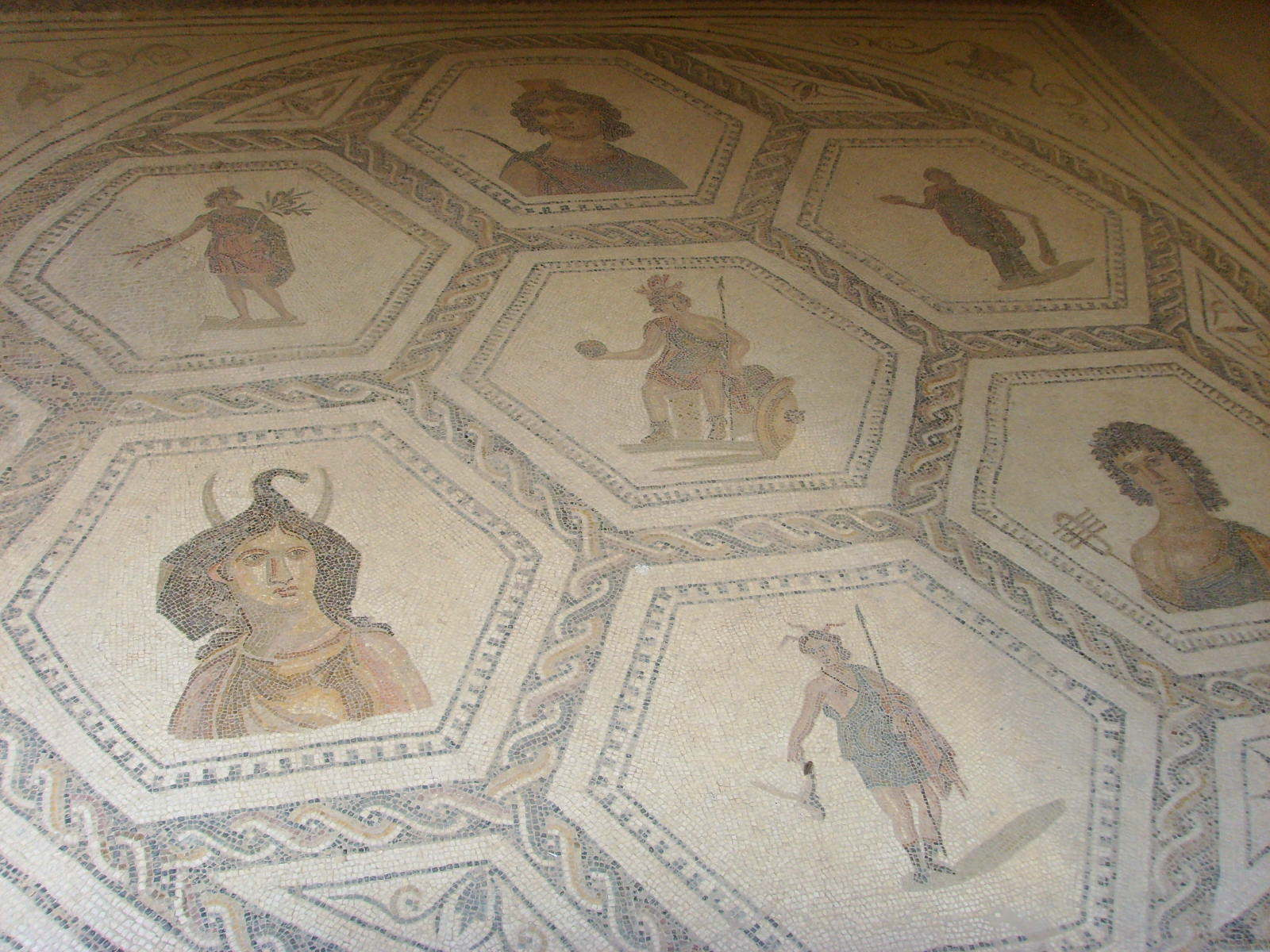
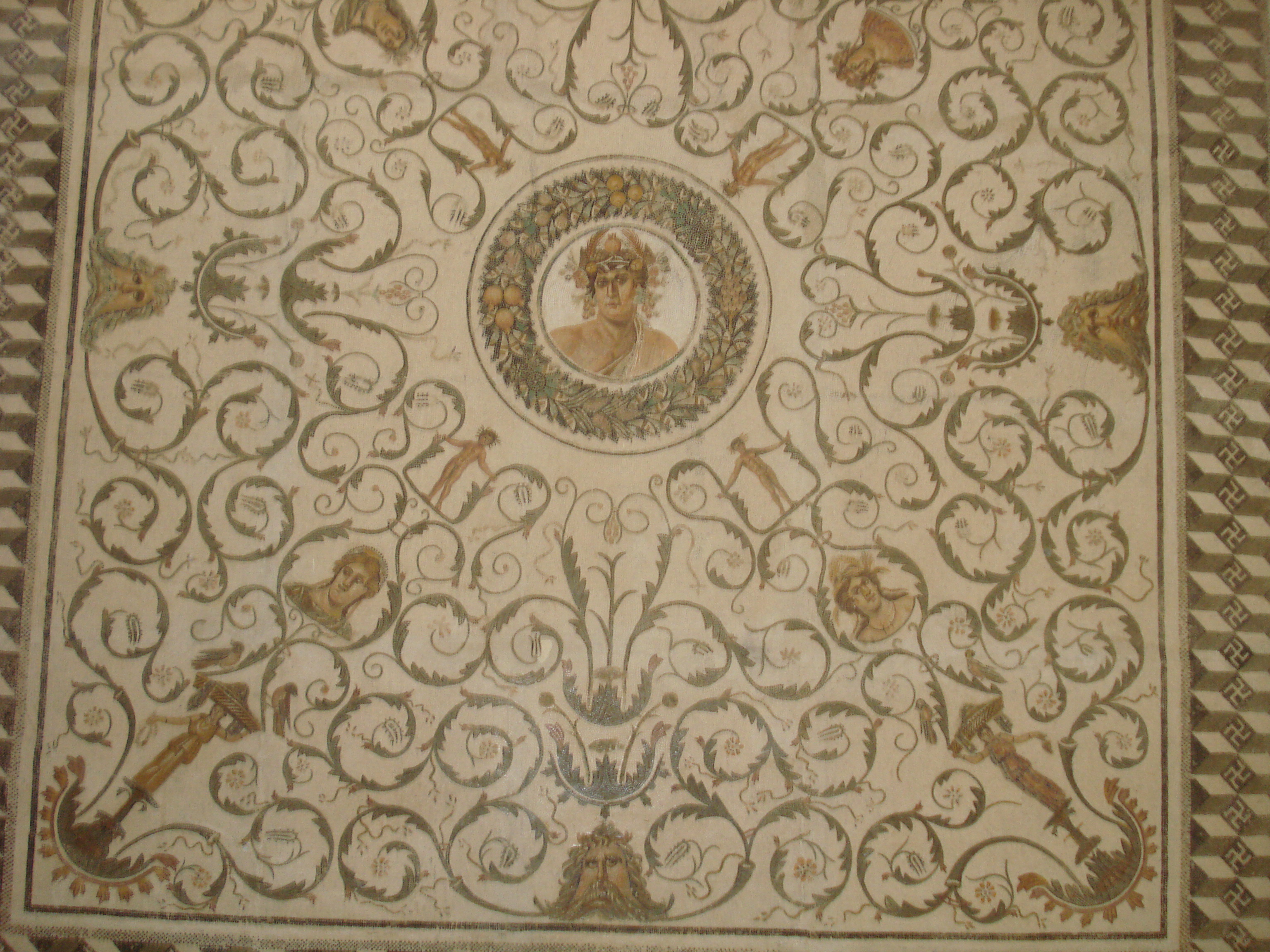